# Acoakko debut
『acoakko debut』（アコアッコ・デビュー）は、2010年11月10日に発売されたMY LITTLE LOVERのアコースティックアルバム。発売元はavex trax。

## 解説
「Best Collection」以来6ヶ月振りとなるアルバム。MY LITTLE LOVERの冬の曲や、チャイコフスキー作曲のバレエ音楽「くるみ割り人形」などオリジナルセルフカバー曲を集めたDisc1とMY LITTLE LOVERの曲をアコースティック・アレンジしたDisc2の2枚組アルバム。Disc2は2008年10月15日に配信限定でリリースされた「acoakko」をCD化したものである。
なお、"acoakko"とは「アコースティックakko」の略である。

## 収録曲

### Disc1
1. 小序曲
チャイコフスキーの「くるみ割り人形」より
2. MagicTime
3. ALICE
4. 12月の天使達
5. こんぺいとうの踊り
チャイコフスキーの「くるみ割り人形」より
6. ハーモニー
7. DESTINY
8. 午後の曳航
9. 行進曲
チャイコフスキーの「くるみ割り人形」より
10. DecktheHalls
イギリスのクリスマスソング
11. Shiny Shoe
12. NOW AND THEN 〜失われた時を求めて〜
13. トレパーク
チャイコフスキーの「くるみ割り人形」より
14. 時のベル
15. ちいさなロマンス
16. Melody

### Disc2
- acoakko参照。